# Лавланд (Охајо)
Лавланд (енгл. Loveland) град је у америчкој савезној држави Охајо.

## Демографија
По попису из 2010. године број становника је 12.081, што је 404 (3,5%) становника више него 2000. године.
| Група             | 2000.          | 2010.          |
| Белци             | 11.087 (94,9%) | 11.100 (91,9%) |
| Афроамериканци    | 182 (1,6%)     | 253 (2,1%)     |
| Азијати           | 123 (1,1%)     | 203 (1,7%)     |
| Хиспаноамериканци | 131 (1,1%)     | 295 (2,4%)     |
| Укупно            | 11.677         | 12.081         |